# Ріалто (Каліфорнія)
Ріалто (англ. Rialto) — місто (англ. city) в США, в окрузі Сан-Бернардіно штату Каліфорнія. Населення — 104 026 осіб (2020).

## Географія
Ріалто розташоване за координатами 34°6′42″ пн. ш. 117°23′18″ зх. д. / 34.11167° пн. ш. 117.38833° зх. д. (34.111784, -117.388287).  За даними Бюро перепису населення США в 2010 році місто мало площу 57,93 км², з яких 57,89 км² — суходіл та 0,04 км² — водойми.

## Демографія
Згідно з переписом 2010 року, у місті мешкала 99 171 особа в 25 202 домогосподарствах у складі 21 177 родин. Густота населення становила 1712 особи/км².  Було 27203 помешкання (470/км²).
Расовий склад населення:
| - 44,0 % — білих - 16,4 % — чорних або афроамериканців - 2,3 % — азіатів - 1,1 % — корінних американців - 0,4 % — вихідців з тихоокеанських островів - 31,3 % — осіб інших рас |

До двох чи більше рас належало 4,7 %. Частка іспаномовних становила 67,6 % від усіх жителів.
За віковим діапазоном населення розподілялося таким чином: 32,9 % — особи молодші 18 років, 60,1 % — особи у віці 18—64 років, 7,0 % — особи у віці 65 років та старші. Медіана віку мешканця становила 28,3 року. На 100 осіб жіночої статі у місті припадало 94,7 чоловіків;  на 100 жінок у віці від 18 років та старших — 92,1 чоловіків також старших 18 років.
Середній дохід на одне домашнє господарство  становив 61 818 доларів США (медіана — 50 971), а середній дохід на одну сім'ю — 63 828 доларів (медіана — 52 779). Медіана доходів становила 37 455 доларів для чоловіків та 31 269 доларів для жінок. За межею бідності перебувало 19,7 % осіб, у тому числі 25,7 % дітей у віці до 18 років та 12,1 % осіб у віці 65 років та старших.
Цивільне працевлаштоване населення становило 39 951 осіб. Основні галузі зайнятості: освіта, охорона здоров'я та соціальна допомога — 18,7 %, роздрібна торгівля — 14,9 %, виробництво — 11,5 %, транспорт — 10,4 %.